# Phrynobatrachus acridoides
Phrynobatrachus acridoides é uma espécie de anfíbio da família Petropedetidae.
Pode ser encontrada nos seguintes países: Quénia, Malawi, Moçambique, Somália, África do Sul, Tanzânia, Zimbabwe, e possivelmente Essuatíni, Uganda e Zâmbia.
Os seus habitats naturais são: savanas áridas, savanas húmidas, matagal árido tropical ou subtropical, matagal húmido tropical ou subtropical, campos de gramíneas subtropicais ou tropicais secos de baixa altitude, campos de gramíneas de baixa altitude subtropicais ou tropicais sazonalmente húmidos ou inundados, áreas húmidas dominadas por vegetação arbustiva, pântanos, lagos de água doce intermitentes, marismas de água doce, marismas intermitentes de água doce, terras aráveis, pastagens, jardins rurais, áreas urbanas, canais e valas.